# Richard Rado

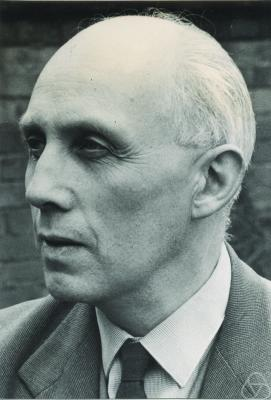
Richard Rado (ca. 1967).

Richard Rado FRS (Berlijn, 28 april 1906 - Reading, 23 december 1989) was een Duitse wiskundige van Joodse afkomst. Hij behaalde twee Ph.D.'s: in 1933 van de Universiteit van Berlijn en in 1935 van de Universiteit van Cambridge.
Hij werd in Berlijn geïnterviewd door Lord Cherwell voor een beurs, die werd verleend door de scheikundige sir Robert Mond. Door deze beurs verkreeg hij in 1933 financiële steun om verder te studeren aan de Universiteit van Cambridge. Rado en zijn vrouw verruilden Duitsland voor het Verenigd Koninkrijk. Hier zou hij de rest van zijn leven verblijven.
Tijdens zijn wiskundige carrière droeg hij bij aan de combinatoriek en grafentheorie. Onder andere schreef hij 18 artikelen samen met Paul Erdős. In 1964 ontdekte hij de Rado-graaf.
In 1972 werd hij bekroond met de Senior Berwick-prijs.

## Voetnoten
1. ↑  Richard Rado op MacTutor.
2. ↑  Berwick-prijzen-pagina op de MacTutor History of Mathematics archive